# Mainvilliers (Loiret)
Pour les articles homonymes, voir Mainvilliers.
Mainvilliers est une ancienne commune française située dans le département du Loiret en région Centre-Val de Loire, devenue le 1er janvier 2016 une commune déléguée au sein de la commune nouvelle du Malesherbois.

## Géographie

### Localisation

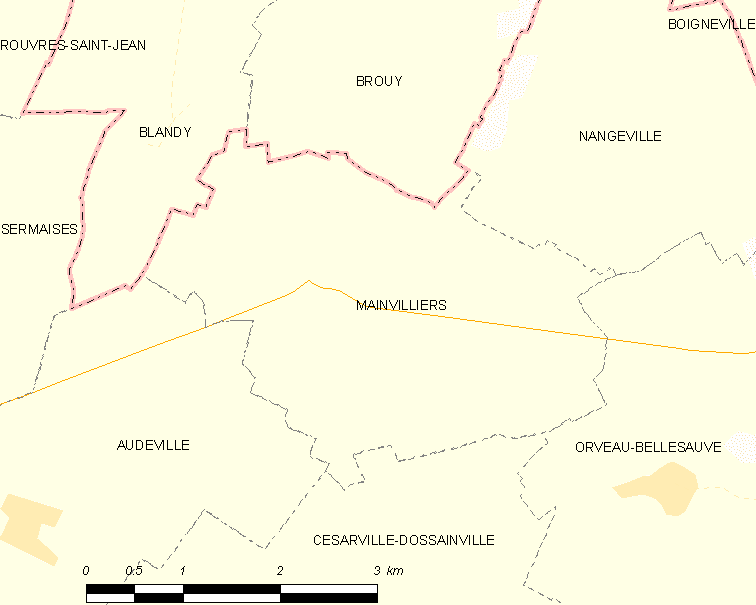
Carte de la commune de Mainvilliers (Loiret) et des communes limitrophes

La commune de Mainvilliers se trouve dans le quadrant nord du département du Loiret, en limite du département de l'Essonne, dans la région agricole de la Beauce riche et l'aire urbaine de Paris.  À vol d'oiseau, elle se situe à 52,0 km  d'Orléans, préfecture du département, à 14,1 km de Pithiviers, sous-préfecture, et à 9,9 km de Malesherbes, ancien chef-lieu du canton dont dépendait la commune avant mars 2015. La commune fait partie du bassin de vie de Malesherbes.
Les communes les plus proches sont : Brouy (1,9 km, dans l'Essonne), Blandy (2,2 km, dans l'Essonne), Nangeville (3,4 km), Audeville (3,9 km), Orveau-Bellesauve (4,2 km), Césarville-Dossainville (4,4 km), Rouvres-Saint-Jean (5,6 km), Champmotteux (5,6 km, dans l'Essonne), Sermaises (5,7 km) et Mespuits (6,4 km).
| Blandy    | Brouy                   | Nangeville        |
| Audeville | Mainvilliers            | Orveau-Bellesauve |
|           | Césarville-Dossainville |                   |

### Hydrographie
Aucun cours d'eau permanent n'est répertorié sur la commune.

## Politique et administration

### Découpage territorial

#### Bloc communal: Commune et intercommunalités
La paroisse de Mainvilliers acquiert le statut de municipalité avec le  décret du 12 novembre 1789 de l'Assemblée Nationale puis celui de « commune », au sens de l'administration territoriale actuelle, par le décret de la Convention nationale du 10 brumaire an II (31 octobre 1793). Il faut toutefois attendre la loi du 5 avril 1884 sur l'organisation municipale pour qu'un régime juridique uniforme soit défini pour toutes les communes de France, point de départ de l’affirmation progressive des communes face au pouvoir central.
La commune est membre de la Communauté de communes du Malesherbois depuis sa création le 23 septembre 2003 jusqu'à sa disparition le 31 décembre 2015, un établissement public de coopération intercommunale issu de la transformation en communauté de communes du S.I.Vo.M de la Région de Malesherbes, créé en novembre 1972.

#### Circonscriptions de rattachement
La loi du 22 décembre 1789 divise le pays en 83 départements découpés chacun en six à neuf districts eux-mêmes découpés en cantons regroupant des communes. Les districts, tout comme les départements, sont le siège d’une administration d’État et constituent à ce titre des circonscriptions administratives. La commune de Mainvilliers est alors incluse dans le canton de Malesherbes, le district de Pithiviers et le département du Loiret.
La recherche d’un équilibre entre la volonté d’organiser une administration dont les cadres permettent l’exécution et le contrôle des lois d’une part, et la volonté d’accorder une certaine autonomie aux collectivités de base (paroisses, bourgs, villes) d’autre part, s’étale de 1789 à 1838. Les découpages territoriaux évoluent ensuite au gré des réformes visant à décentraliser ou recentraliser l'action de l'État. La régionalisation fonctionnelle des services de l'État (1945-1971) aboutit à la création de régions. L'acte I de la décentralisation de 1982-1983 constitue une étape importante en donnant l'autonomie aux collectivités territoriales, régions, départements et communes. L'acte II intervient en 2003-2006, puis l'acte III en 2012-2015.
Le tableau suivant présente les rattachements, au niveau infra-départemental, de la commune de Mainvilliers aux différentes circonscriptions administratives et électorales ainsi que l'historique de l'évolution de leurs territoires.
| Circonscription             | Nom                | Période   | Type                         | Évolution du découpage territorial |
| --------------------------- | ------------------ | --------- | ---------------------------- | --- |
| District                    | Pithiviers         | 1790-1795 | Administrative               | La commune est rattachée au district de Pithiviers de 1790 à 1795,. La Constitution du 5 fructidor an III, appliquée à partir de vendémiaire an IV (1795) supprime les districts, rouages administratifs liés à la Terreur, mais maintient les cantons qui acquièrent dès lors plus d'importance. |
| Canton                      | Malesherbes        | 1790-1801 | Administrative et électorale | Le 10 février 1790, la municipalité de Mainvilliers est rattachée au canton de Malesherbes. Les cantons acquièrent une fonction administrative avec la disparition des districts en 1795. |
| Canton                      | Malesherbes        | 1801-2015 | Administrative et électorale | Sous le Consulat, un redécoupage territorial visant à réduire le nombre de justices de paix ramène le nombre de cantons dans le Loiret de 59 à 31. Mainvilliers est alors rattachée par arrêté du 9 vendémiaire an X (30 septembre 1801) au canton de Malesherbes,. |
| Canton                      | Malesherbes        | 2015-     | Électorale                   | La loi du 17 mai 2013 et ses décrets d'application publiés en février et mars 2014 introduisent un nouveau découpage territorial pour les élections départementales. La commune est alors rattachée au nouveau canton de Malesherbes. Depuis cette réforme, plus aucun service de l'État n'exerce sa compétence sur un territoire s'appuyant sur le nouveau découpage cantonal. Le canton a disparu en tant que circonscription administrative de l'État ; il est désormais uniquement une circonscription électorale dédiée à l'élection d'un binôme de conseillers départementaux siégeant au conseil départemental. |
| Arrondissement              | Pithiviers         | 1801-1926 | Administrative               | Mainvilliers est rattachée à l'arrondissement de Pithiviers par arrêté du 9 vendémiaire an X (30 septembre 1801),. |
| Arrondissement              | Orléans            | 1926-1942 | Administrative               | Sous la Troisième République, en raison d'un endettement considérable et de l'effort nécessaire pour la reconstruction post-Première Guerre mondiale, la France traverse une crise financière. Pour réduire les dépenses de l’État, Raymond Poincaré fait voter plusieurs décrets-lois réformant en profondeur l’administration française : 106 arrondissements sont ainsi supprimés, dont ceux de Gien et de Pithiviers dans le Loiret par décret du 10 septembre 1926. Mainvilliers est ainsi transférée de l'arrondissement de Pithiviers à celui d'Orléans,.                                                       |
| Arrondissement              | Pithiviers         | 1942-     | Administrative               | La loi du 1er juin 1942 rétablit l'arrondissement de Pithiviers. Mainvilliers est alors à nouveau rattachée à l'arrondissement de Pithiviers. |
| Circonscription législative | 5e circonscription | 2010-     | Électorale                   | Lors du découpage législatif de 1986, le nombre de circonscriptions législatives passe dans le Loiret de 4 à 5. Un nouveau redécoupage intervient en 2010 avec la loi du 23 février 2010. En attribuant un siège de député « par tranche » de 125 000 habitants, le nombre de circonscriptions par département varie désormais de 1 à 21,. Dans le Loiret, le nombre de circonscriptions passe de cinq à six. La réforme n'affecte pas Mainvilliers qui reste rattachée à la cinquième circonscription. |

#### Collectivités de rattachement
La commune de Mainvilliers est rattachée au département du Loiret et à la région Centre-Val de Loire, à la fois circonscriptions administratives de l'État et collectivités territoriales.

### Politique et administration municipales

#### Conseil municipal et maire
Depuis les élections municipales de 2014, le conseil municipal  de Mainvilliers, commune de moins de 1 000 habitants, est élu au scrutin majoritaire plurinominal à deux tours, les électeurs pouvant modifier les listes, panacher, ajouter ou supprimer des candidats sans que le vote soit nul,  pour un mandat de six ans renouvelable. Il est composé de 11 membres . L'exécutif communal, est constitué par le maire, élu par le conseil municipal, parmi ses membres, pour un mandat de six ans, c'est-à-dire pour la durée du mandat du conseil.
En janvier 2016, Coudray devient Commune déléguée de la Commune nouvelle de Le Malesherbois .
| Période                                  | Période       | Identité          | Étiquette | Qualité     |
| ---------------------------------------- | ------------- | ----------------- | --------- | ----------- |
| Les données manquantes sont à compléter. |               |                   |           |             |
| avant 1981                               | mars 2014     | Francis Roux      |           | Agriculteur |
| mars 2014                                | décembre 2015 | Claudine Molveaux |           |             |

## Démographie
L'évolution du nombre d'habitants est connue à travers les recensements de la population effectués dans la commune depuis 1793. À partir du 1er janvier 2009, les populations légales des communes sont publiées annuellement dans le cadre d'un recensement qui repose désormais sur une collecte d'information annuelle, concernant successivement tous les territoires communaux au cours d'une période de cinq ans. 
Pour les communes de moins de 10 000 habitants, une enquête de recensement portant sur toute la population est réalisée tous les cinq ans, les populations légales des années intermédiaires étant quant à elles estimées par interpolation ou extrapolation. Pour la commune, le premier recensement exhaustif entrant dans le cadre du nouveau dispositif a été réalisé en 2006,.
En 2013, la commune comptait 249 habitants, en évolution de +7,33 % par rapport à 2008 (Loiret : +2,48 %, France hors Mayotte : +2,49 %).
| 1793 | 1800 | 1806 | 1821 | 1831 | 1841 | 1846 | 1851 | 1856 |
| ---- | ---- | ---- | ---- | ---- | ---- | ---- | ---- | ---- |
| 396  | 365  | 359  | 325  | 325  | 309  | 319  | 303  | 286  |

| 1861 | 1866 | 1872 | 1876 | 1881 | 1886 | 1891 | 1896 | 1901 |
| ---- | ---- | ---- | ---- | ---- | ---- | ---- | ---- | ---- |
| 287  | 275  | 289  | 290  | 295  | 306  | 314  | 331  | 324  |

| 1906 | 1911 | 1921 | 1926 | 1931 | 1936 | 1946 | 1954 | 1962 |
| ---- | ---- | ---- | ---- | ---- | ---- | ---- | ---- | ---- |
| 311  | 324  | 298  | 301  | 296  | 277  | 254  | 240  | 242  |

| 1968 | 1975 | 1982 | 1990 | 1999 | 2006 | 2011 | 2013 | - |
| ---- | ---- | ---- | ---- | ---- | ---- | ---- | ---- | - |
| 201  | 209  | 200  | 242  | 234  | 226  | 239  | 249  | - |